# V. Németh Mária
Németh Mária (Kaposvár, 1924. április 12. – Budapest, 2011. február 9.) Széchenyi-díjas virológus, gyümölcskertész, a mezőgazdasági tudományok doktora (1992). A magyar gyümölcsfa-víruskutatás megalapítója. Munkáiban a „V.” a férjezett nevének kezdőbetűje: „Váradiné”, szakmai munkákban gyakran: V. Németh Mária szerepel. 

## Életrajza
Németh Mária 1924. április 12-én, Kaposváron született. Édesapja Németh Pál középiskolai tanár volt, édesanyja Lindtner Etelka. A család később Székesfehérvárra költözött, általános iskolás éveit itt töltötte. Középiskolai tanulmányait a Székesfehérvári Árpádházi Boldog Margit (Szent Margit) Leánygimnáziumban végezte, de - a háborúban a családot ért csapások és betegségek miatt -  Budapesten érettségizett 1948-ban. Egyetemi diplomáját 1952-ben szerezte meg az Agrártudományi Egyetem Kert- és Szőlőgazdaságtudományi Karán mint okleveles kert- és szőlőgazda. Férje Váradi Imre textilmérnök. Gyermekük nem született.

## Munkássága
A Kertészeti Kutatóintézetben (KKI), Budatétényben (ma: MATE Kertészettudományi Intézet, Gyümölcstermesztési Kutató Központ, MATE KKI, GYKK) kezdő szakemberként 1957-ig az intézetben folyó zöldség- és dísznövénykutatás során felmerült mikológiai, bakteriológiai és virológiai témákkal foglalkozott. Pályája kezdete egybeesett a szilvahimlő vagy sarka betegség – Plum pox virus, vírus család (family): Potyviridae, nemzetség (genus): Potyvirus faj (species): Plum pox virus, akronim (acronym): PPV - gyors előretörésével a magyarországi kajszi és szilvaültetvényekben. Ez a körülmény jelentős szerepet játszott kutatási témája megválasztásában.
Abban az időszakban a szilvahimlőn és az almamozaikon - Apple mosaic virus, vírus család: Bromoviridae, vírus család: Bromoviridae, nemzetség: Ilarvirus, akronim: ApMV kívül még nem álltak rendelkezésre adatok a gyümölcsfa-vírusbetegségek magyarországi előfordulásáról.
A magyarországi gyümölcsfa-víruskutatás 1958-tól a KKI-nak hivatalos kutatási témája lett, Németh Mária pedig a témafelelőse. Ebben az időszakban az országban előforduló vírusbetegségek felkutatása, azonosítása és elterjedésük felmérése volt a fő feladat. Az addigra kiépített széleskörű nemzetközi kapcsolatok segítségével lehetővé vált az indikátor növényfajok beszerzése, gyors felszaporítása és a diagnosztikai módszerek hazai adaptálása. Nemzetközi szinten is az elsők között fejlesztette ki a gyümölcsfa vírusok lágy- és fásszárú indikátor növényekkel történő kimutatási módszereit. Számos, hazánkban addig nem ismert, és világviszonylatban is új gyümölcsfa vírusos betegséget írt le. Különösen a gyűrűsfoltosságot okozó vírusok, pl. a szilva törpülés vírus – Prune dwarf virus, vírus család: Bromoviridae, nemzetség: Ilarvirus, akronim: PDV; a cseresznye, meggy, rózsa nekrotikus gyűrűsfoltosság betegsége – Prunus necrotic ringspot virus, vírus család: Bromoviridae, nemzetség: Ilarvirus, akronim PNRSV és a szilvahimlő vírus (PPV) kutatásában elért eredményeit értékelik nagyra nemzetközi viszonylatban. 1960-tól megkezdte a vírusmentes szaporítóanyag előállításához szükséges kiindulási anyag tesztelését több ezres tételekben. Ezzel jelentősen hozzájárult a vírusmentes központi törzsültetvények létesítéséhez. V. Németh Mária közreműködött az 1968-ban létrejövő törzsültetvényi rendszer kialakításában, amely alapjául szolgált egy vírusmentes szaporítóanyag-előállító szisztéma kidolgozásának. Az új központi törzsültetvényi rendszer kialakítását az Országos Mezőgazdasági Minősítő Intézet (OMMI) és az Országos Vetőmag és Szaporítóanyag Felügyelőség (OVSZF) munkatársaival együttműködésben kezdték meg működtetni; a munka alapját az általa kidolgozott vírusdetektálási eljárások szolgálták. 1969-ben Németh Máriát tudományos főmunkatárssá nevezték ki.
Az Első Növényvédelmi Kódex, jogi keretgyűjtemény (43/1968. (XII.6.) MÉM rendelet a növényvédelemről, az 1968. évi 32. törvényerejű rendelet, és a 44/1968. (XII. 6.) Korm. végrehajtási rendelet) kidolgozásának felelőse Nagy Bálint és helyettese, Nechay Olivér voltak. Ennek megfelelően létrejött a MÉM Központi Növényvédelmi és Karantén Laboratóriuma. Ide helyezték át 1972-ben Németh Máriát, ahol – és majd gyakori átszervezésekkel után azok jogutódjainál – megbízták a virológiai csoport vezetésével. Az 1973-ban létrehozott jogutód, a MÉM Növényvédelmi Központ (MÉM NK) kapcsolódott be a vírusmentesítési programba, és Németh Mária irányításával megkezdte a hatósági szerológiai és biotesztelési vizsgálatokat; ezzel egyidejűleg a Kertészeti Kutató Intézettől átvette az alkalmazott növényvirológiai kutatást.
1975-ben Országos Vírusmentesítési Program (OVP) indult. A hatékony működés elvi irányítását a MÉM Növényvédelmi és Agrokémiai Főosztálya végezte; az OVP szervezését és operatív munkálatait 1976-tól a MÉM Növényvédelmi és Agrokémiai Központjának (MÉM NAK) Növénykórtani Osztálya végezte, szoros együttműködésben a megyei növényvédő állomásokkal, nemesítő- és kutatóintézetekkel, illetve a Velencén létesített (Növény)Virológiai Laboratóriummal, a hatékony vírusmentesítést Tesztelő Faiskolával, Biotesztelő Üvegházzal (Velence), valamint  Üvegházzal, Hőterápiás és Szerológiai Laboratóriummal (Hódmezővásárhely).
Évtizedeken át a növényvédelmi szervezetnél folytatódott Németh Mária vezetésével az új vírusos betegségek kimutatása és azonosítása, valamint a modern vírusdiagnosztikai módszerek adaptálása és továbbfejlesztése, tömegtesztelési célokra.
A MÉM NAK-ban Európában az elsők között kezdődött meg – az angol és a francia rendszer mintájára – a magyar gyümölcsvírus-mentesítési rendszer kidolgozása, amelyet hosszú évtizedekig modell értékűnek ismertek el az egész világon. Ebben a fejlesztő munkában Németh Mária kulcsszerepet játszott: kidolgozta a gyümölcsfa-törzsültetvények korszerű virológiái tesztelési rendszerét.
1979-ben megtörtént az Országos Vírusmentesítési Rendszer kidolgozása és bevezetése a gyümölcs és a szőlő szaporítóanyag előállítására, amely mérföldkövet jelentett a vírusmentesítés ügyében.
Németh Mária a növényvédelmi szervezetnél az eltöltött 32 év alatt meghatározó szerepet játszott az országos vírusmentesítési program megvalósításában. Az ennek eredményeként kialakított zárt szaporítási rendszerben szigorú növényegészségügyi és fajtaellenőrzési követelményeknek kellett megfelelni. Évtizedeken át irányította és végezte a kiinduló anyagok és törzsültetvények fásszárú biológiai tesztelését, valamint a hazánkban új gyümölcsvírusok vizsgálatát a növényvédelmi szervezet Velencei Tesztelő Faiskolájában és a Virológiai Üvegházaiban.
Az elhibázott fajtapolitika, a kedvezőtlen körülményekkel nem számoló fajtarendeletek a vírusmentes kiindulási szaporítóanyag előállítását a központi irányítás helyett a nyereségérdekeltségű vállalatok és üzemek hatáskörébe utalták. Ennek következtében a vírusmentesen importált több mint 400 nemes és alanyfajta zöme befertőződött és megsemmisült, és csak mintegy 70 fajta/klón honosításra történő bejelentése valósulhatott meg 1988-ig.
Nyugdíjba vonulása (1986) után Németh Mária 2004-ig a növényvédelmi hatóságnál hivatalosan is szaktanácsadóként továbbra is tevékenyen részt vállalt szakmai anyagok írásában; tapasztalatával, javaslataival segítette a jogszabályok és módosításaik előkészítését. Ennek eredményeként 1993-tól sor került az ültetvényanyagok fakultatív, 1994-től pedig a szaporítóanyagok teljes körű certifikációjára. 
A kortárs virológus, Horváth József ezen szavakkal búcsúztatta nekrológjában az akadémián: Németh Máriát:

„
…köszönjük, hogy életed egy-egy szakaszában tanítványaid, kortársaid, munkatársaid és barátaid lehettünk. Te tudtad és megcselekedted, hogy a keresztény felebaráti szeretet és segítés nem csak érzület, hanem cselekvés is.”
”

Hamvait a kelenföldi Szent Gellért-templom urnatemetőjében helyezték örök nyugalomra. 

## Oktatási és tudományszervezési tevékenysége
- Németh Mária évtizedeken át oktatta a gyümölcsvirológiát a Kertészeti és Élelmiszeripari Egyetem és a Gödöllői Agrártudományi Egyetem hallgatóinak.
- A Magyar Tudományos Akadémia (MTA) Növényvédelmi Bizottságában következetesen képviselte a virusmentesítés ügyét.[8] A Bizottság Velencére kihelyezett ülésén 1998-ban vitaindító előadásban ismertette a vírusmentes szaporítóanyag előállítás hazai rendszerének történetét, helyzetét, problémáit és kutatási feladatait.[9]
- A Gyümölcsfa Víruskutatás Nemzetközi Együttműködési Bizottság  (International Committee for Cooperation in Fruit Tree Virus Research,  alapította Peter Posnette brit fitopatológus, virológus 1954-ben [10] keretében működő Gyümölcsfa-Vírusbetegségek Munkacsoportjának (Working Group for Virus Diseases of Fruit Trees) 1965-től 2006-ig tagja, majd 1979 és 1994 között pedig elnökségi tag volt. A szervezet a Kertészeti Tudományok Nemzetközi Társaságának (International Society of Horticultural Sciences, ISHS)[11] ernyője alatt működött 1973-tól 2009-ig.
- Alapító tagja, majd elnöke volt az ISHS Nemzetközi Sarka (= PPV) Vírus Munkacsoportnak (ISHS International Sharka Virus Working Group-nak, 2009-től: Gyümölcsfélék Vírus és Kertészeti Oltással Átvihető Egyéb Betegségeinek Vizsgálataira létrehozott Nemzetközi Tanács) (International Council for the Study of Virus and other Graft Transmissible Diseases of Fruit Crops, ICVF).
- 1979-ben az ISHS International Commitee for Cooperation in Fruit Tree Virus Research tagjaként rendezője volt a Gyümölcsfa-vírusbetegségek XI. Nemzetközi Szimpóziumának, melyet a NAK az ő szakmai irányításával szerveztek meg Budapesten, 1979. július 3-11. időszakban . A konferencia anyagának kiadványa 1981-ben jelent meg.[12] Ennek a különleges eseménynek megható momentuma volt, hogy az EPPO akkori általános igazgatója (1967-1984), dr. G. Mathys[13] a szimpózium tiszteletbeli elnöke 1979. július 6-án átmenetileg felfüggesztette a konferenciát, hogy az akkoriban nagy becsben álló magyar növényvédelem helyettes vezetőjének, Nechay Olivérnek a ravatalánál tisztelői búcsút vehessenek tőle.

## Főbb publikációs munkái
Több mint 150 tudományos publikációja és népszerűsítő cikke jelent meg hazai és külföldi folyóiratokban. Számos módszertani kiadvány és kézikönyv társszerzője vagy írója és összeállítója. Két egyetemi tankönyvben és 7 szakkönyvben írta meg a virológiai fejezeteket. Társszerzőként 11 könyvrészletet írt, és még 2010-ben is jelent meg két angol nyelvű közleménye. Németh Mária munkásságában három sarkalatos jelentőségű könyv található mind a hazai, mind a külföldi gyümölcsfa-virológia történetében.
- A gyümölcsfák vírusbetegségei könyvében (1961) feldolgozta a külföldön mintegy 15 éve folyó gyümölcsvirológiai kutatások irodalmát, kiegészítve hazai vonatkozású adatokkal, ebben 16 vírus hazai előfordulásáról számolt be.
- A gyümölcsfák vírusos, mikoplazmás és rickettsiás betegségei című, mintegy 630 oldalas könyve összefoglalta az almatermésűeken, csonthéjas és héjas gyümölcsfajokon külföldön leírt vírusbetegségek és fitoplazmák irodalmát (1979). Itt 40 vírus/vírustörzs és 5 fitoplazma magyarországi előfordulásáról számol be. A könyv kiváló minőségű fotóanyaggal, nyomdatechnikailag is igényes munka.

A virológusok "kék bibliája" (angol nyelven, 1986)

- Virus, Mycoplasma and Rickettsia Diseases of Fruit Trees angol nyelvű, a magyar nyelvű első kiadást követően bővített és átdolgozott formában, 841 oldalon az Akadémiai Kiadó és a holland Martinus Nijjhoff Publishers közös kiadásában jelent meg 1986-ban. A „kék bibliaként" emlegetett művét mind a mai napig kézikönyvként használják a gyümölcsvirológusok szerte a világon.

### Néhány további publikációja
- Németh M. 1960. A gyümölcsfák vírusbetegségei elleni védekezés lehetőségei. 85–96. o. In: Mezőgazdasági Világirodalom
- Németh M. 1960. A gyümölcsfa vírusbetegségek hazai terjedése. Kertészet és Szőlészet.
- V. Németh M. 1961. A gyümölcsfák vírusbetegségei. Mezőgazdasági Kiadó, Budapest. 296 o. (Nívódíjjal kitüntetett könyv)
- Németh M. (1964): A szilva, kajszi és öszibarack himlő (Plum pox) vírusa. Növénytermesztés, 13: 167–176. (a szilvahimlő vírus leírása őszibarack gazdanövényen a világon elsőként)
- V. Németh M. 1965. A körte és az alma néhány, hazánkban eddig még nem ismert vírusbetegsége. Növényvédelem
- V. Németh M. 1972. A csonthéjas gyümölcsfák hazánkban előforduló vírusbetegségei és az ellenük való védekezés (kandidátusi értekezés)
- V. Németh Mária 1979. A gyümölcsfák vírusos, mikoplazmás és rickettsiás betegségei. Mezőgazda Kiadó, Budapest 630 o.
- Németh, M. and Kölber, M. 1981. GF 31, a reliable myrobalan field indicator for rapid detection of Plum Pox Virus. in: ISHS Acta Horticulturae 94: XI International Symposium on Fruit Tree Virus Diseases. Doi: 10.17660/ActaHortic.1981.94.27
- Németh, M.V. 1986. The Virus, Mycoplasma and Rickettsia Diseases of Fruit Trees. Forestry Sciences 10. Közös kiadás: Akadémiai Kiadó, Budapest és a Martinus Nijhoff Publishers, Dordrecht, Boston, Lancaster, Hingham, MA, USA (kiadó függvényében 750, 755 és 841 o. terjedelemben) ISSN 0924-5480, E-ISSN: 1875-1334 (Akadémiai Nívódíjas, a budapesti kiadás letölthető itt: https://real-eod.mtak.hu/12277/1/AkademiaiKiado_003534.pdf) 841 o.
- V. Németh M., Kölber M. és Szentiványi P. 1988. A dió vírusbetegségei  Gyümölcsinform
- Németh, M., Kölber, M. and Szentiványi, P. 1990. Cherry leaf roll virus in Hungarian walnut orchards. ISHS Acta Horticulturae 284: I. International Symposium on Walnut Production
- V. Németh Mária 1991. Gyümölcsvirológiai kutatások a vírusmentes gyümölcsfa-szaporítóanyag előállítás hazai rendszerének kidolgozásához (akadémiai doktori értekezés)
- Kalmár Károly, Szőnyegi Sándor, V. Németh Mária (szerk.) 1994. Karantén és veszélyes károsítók diagnosztikai kézikönyve I. Vírus és mikoplazma betegségek 242 o.
- Levy, l., Kölber, M., Tőkés, G., Németh, M. and Hadidi, A. (1995): 3’ non-coding region RT-PCR detection and molecular hybridization of plum pox virus in anthers of infected stone fruit. Acta Horticulturae 386: 331-339.
- Németh, M., Ember, I., Krizbai ,L., Kölber, M., Hangyál, R. and Bozsik, L. 2001.  Detection and identification of phytoplasma sin peach based on woody indexing and molecular methods. International Journal of Horticultural Science 7(1): 35-41.
- Kölber, M., Németh, M., Krizbai, L. and Ember, I. 2003. Characterization of Hungarian Plum pox virus isolates. pp. 73-78. in: Virus and virus-like diseases of stone fruits, with particular reference to the Mediterranean region. Myrta, A., Di Terlizzi, B., Savino, V. (eds.). Bari. CIHEAM Options Méditerranéennes: Série B. Etudes et Recherchea, 45
- Krizbai L., Szőnyegi S., Németh M. és Hrotkó K. 2003. Eredmények és feladatok a növényegészségügy területén a gyümölcs-szaporítóanyag előállítás minőségtanúsitási rendszerének EU csatlakozásra való felkészülésében. Kertgazdaság 35(3): 24-30.
- Sebestyén, D., Németh, M., Hangyál, R., Krizbai, L., Ember, I., Nyerges, K., Kölber, M., Kiss, E. and Bese, G. 2008. Ornamental Prunus species as new natural hosts of Plum pox virus and their importance in the spread of the virus in Hungary. Journal of Plant Pathology, 90 (1, Supplement) S1.57-S1.61.
- Krizbai, L., Németh, M., Law, V., Reed, C., Varga, A., Hangyál, R. and James, D. 2010. Molecular characterization of a Hungarian isolate of Tobacco necrosis virus A. Archives of Virology, 155. 999-1001. Doi: 10.1007/s00705-010-0660-x.

## Kitüntetései, elismerései
- Több miniszteri dícséret a kiemelkedő munkásságú kutatónak (MÉM);
- 1985: „Consulat de la Vmnée de Bergerac" tiszteletbeli tagja;[14]
- 1989: PRO SCIENTIA aranyérem – az egyetemi hallgatók oktatásában kifejtett tevékenységéért (Országos Diákköri Tanács);[3]
- 1990: a Szlovák Akadémia Mezőgazdaság-, Erdészet- és Élelmezéstudományi Társaság Közgyűlésének tiszteletbeli tagja;[14]
- 1992: Széchenyi-díj;[15]
- 1993: Felkérés az EPPO által Bordeaux-ban szervezett jubileumi Szilvahimlő Konferencia (Conference on Plum Pox) nyitó előadásának megtartására.
- 1997: Peter Posnette (brit növénykórtanosról 1914-2004) elnevezett életmű díj a gyümöcsvirológia területén kimagasló nemzetközi tudományos tevékenység alapján (az elsők között)[16]
- 2002: Horváth Géza-emlékérem (MAE Növényvédelmi Társaság)
- 2002: Aranydiplomáját (50 éve végzettek) vette át a Kertészeti és Élelmiszeripari Egyetemen.[3]